# Ruta 125
La Ruta 125 es una carretera chilena que une Linares con la Ruta 5 en la Región del Maule.
El 19 de febrero de 2009, el Ministerio de Obras Públicas declaró esta ruta como camino nacional entre la Ruta 5 y Linares, asignándole el rol 125.

## Áreas Geográficas y Urbanas
- kilómetro 0: Cruce con Ruta 5
- kilómetro 1: Inicio de zona urbana de Linares
- kilómetro 2: Frente a local de Homecenter Sodimac
- kilómetro 3: Cruce con calle Yungay.

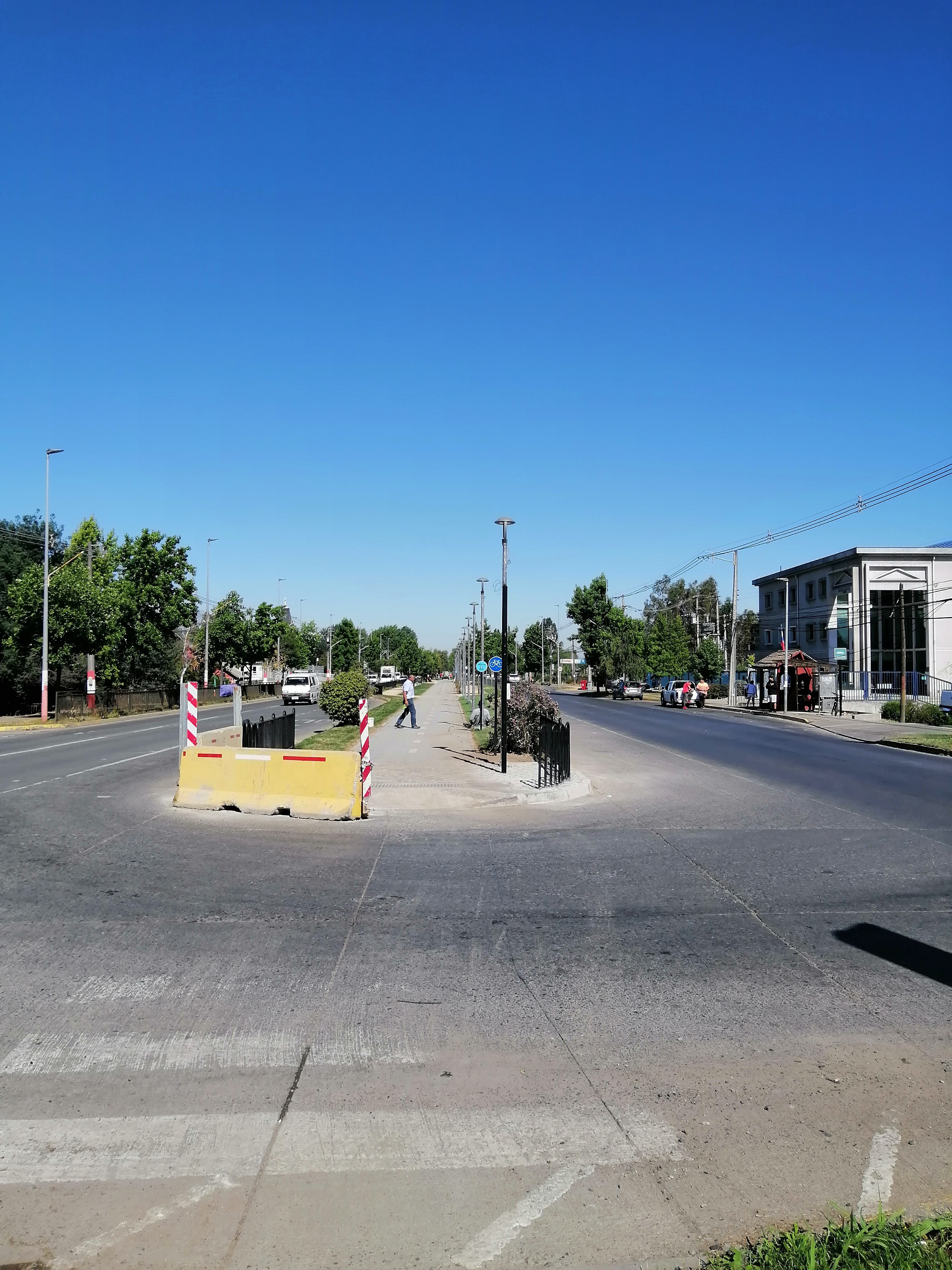
Ruta 125 - altura esquina Av. Quiñipeumo, frente a Juzgado de Familia de Linares.